# Campagne germano-britanniche di Caligola
Le campagne germano-britanniche di Caligola furono campagne militari interpretate tra il 39 e il 40 d.C. dall'omonimo imperatore romano.

## Storiografia
Tra le fonti antiche sulle campagne di Caligola ci sono Svetonio Tranquillo, Cassio Dione Cocceiano, Tacito, Eutropio e Paolo Orosio. I primi due riportano vari dettagli, mentre nel caso di Svetonio, come al solito, sono aneddotici. Svetonio cita come motivo della campagna il desiderio dell’imperatore di rifornire il suo distaccamento di guardie del corpo, i Batavi. Secondo Cassio Dione, dopo aver sperperato tutti i fondi che era riuscito a raccogliere a Roma e nella stessa Italia, l'imperatore decise di intraprendere una campagna in Gallia "con il pretesto che le tribù germaniche ostili erano agitate, ma in realtà, con l'obiettivo di estrarre denaro dalla ricchezza e dall'abbondanza della Gallia, così come della Spagna," il che sembra più ragionevole dell'assurda affermazione di Svetonio. Secondo Tacito, la campagna di Caligola fu "ridicola" (ludibrium).

## Preludio

### Situazione in Germania
Dopo aver adempiuto al testamento di Augusto e aver dimostrato ancora una volta ai Germani la potenza delle armi romane nelle campagne del 14-16, l'imperatore Tiberio abbandonò i progetti di conquista delle terre d'oltre Reno, che promettevano solo grandi spese, e ridusse le operazioni militari, limitandosi alla difesa dei confini. Nell'ultimo decennio del suo principato la situazione al confine del Reno peggiorò gradualmente. I Frisoni, ribellatisi nel 28, inflissero due sconfitte ai Romani e ripristinarono la loro indipendenza, anche se l'imperatore cercò di nascondere questo fallimento al Senato e al popolo.
Nel 34, il legato della Germania superiore, Gneo Cornelio Lentulo Getulico, ottenne il comando permanente dal Cesare, e da quel momento in poi l'imperatore non ebbe praticamente alcun controllo sulla situazione sul Reno.
La generazione crescente e impavida dei Germani, vedendo la passività dei Romani, smise di guardarli con rispetto e, dopo la morte di Tiberio, si diffuse la voce che le tribù intendevano invadere la Gallia nell'inverno del 39-40. Lentulo Getulico fu ucciso sotto gli ordini di Caligola per invidia a causa delle ottime relazioni con le sue truppe.

### Situazione in Britannia
Dopo i due sbarchi in Britannia di Giulio Cesare, l'idea di conquistare l'isola venne periodicamente discussa a Roma, soprattutto dalla metà degli anni '30 all'inizio degli anni '20 a.C., fino a quando Augusto decise di concentrarsi sulle direzioni del Danubio e della Germania. Non abbandonò l'idea di invadere la Britannia, ma dopo la sconfitta nella foresta di Teutoburgo, questi piani dovettero essere nuovamente rinviati, e Tiberio, che sostituì Augusto, aderì ad una strategia difensiva ai confini dell'impero.
Secondo Strabone, i Romani avrebbero potuto benissimo conquistare la Britannia, ma lo consideravano poco opportuno, poiché i Britanni non rappresentavano alcuna minaccia per l'impero, e le entrate derivanti dal commercio con l'isola superavano apparentemente le entrate finanziarie previste in caso di conquista, poiché in tal caso i Romani avrebbero dovuto spendere soldi per mantenere le truppe di occupazione, e i costi avrebbero superato gli importi riscossi come tributo, mentre gli elevati dazi di importazione ed esportazione per i Britanni avrebbero dovuto essere ridotti dopo averli accettati nella cittadinanza romana. Un certo numero di capi tribù stipularono relazioni di trattato con Augusto, i Britanni inviarono ambasciate a Roma e dedicarono doni sul Campidoglio, trasformando di fatto l'intera isola in "proprietà dei Romani."
I Britanni di Cassivellauno, sconfitti da Cesare, apparentemente pagarono regolarmente tributi ai Romani fino a quando Cassivellauno salì al potere tra il 20 e il 15 a.C.. Tasciovano, il primo re dei Britanni, iniziò a coniare monete a suo nome, perseguendo una politica aggressiva e alla fine della sua vita estendendo il suo dominio dal Northamptonshire al Tamigi.
A sud del Tamigi si trovavano i possedimenti dei Belgi, gli Atrebati, con capitale Calleva Atrebatum (oggi Silchester), governati dal re Tincommio. Questo regno riconobbe l'autorità di Roma e divenne un ostacolo all'espansione dei Britanni dal nord. Nell'anno 7 d.C. Tincommio, a seguito di disordini politici, fu costretto a fuggire presso i Romani, e questo fatto è annotato nei Res gestae divi Augusti ("Atti del Divino Augusto").
Tiberio continuò la politica di alleanza con i Britanni, che diede i suoi frutti nel 16, quando i Romani che si erano ritrovati in Britannia dopo la distruzione della flotta di Germanico nel Mare del Nord furono rimpatriati in patria dai capi locali. Allo stesso tempo, l'imperatore non impedì l'espansione dei Britanni Catuvellauni nelle terre degli Atrebati. Nel 23, il fratello del re Cunobelino, Epatico, aveva preso il controllo e nel 39 il regno degli Atrebati era vicino alla disintegrazione. I Romani avrebbero potuto trovarsi di fronte alla creazione di un unico regno celtico in Britannia, che avrebbe minacciato il loro potere in Gallia. In queste condizioni, un’invasione preventiva dell’isola era giustificata strategicamente.
Nella propaganda di guerra di Caligola, la Gran Bretagna aveva la stessa importanza della Germania, e il famoso ponte costruito tra Baia e Pozzuoli aveva lo scopo di intimidire sia i tedeschi che i britannici. Allo stesso tempo, lo sbarco in Gran Bretagna non poteva essere effettuato senza garantire la sicurezza del confine del Reno, quindi entrambe le direzioni della spedizione erano interconnesse.

## Preparazione

### Riforme militari
Per portare a termine le spedizioni, Caligola mobilitò forze enormi. Secondo Cassio Dione, furono reclutate 200/250 000 persone. Tuttavia, questo numero è probabilmente esagerato, anche perché la cifra di 200 000 era già il doppio del numero delle truppe di stanza sul Reno. Svetonio scrive che l'imperatore partì "avendo eseguito con grande severità una nuova leva generale, avendo preparato più rifornimenti di quanti se ne fossero mai visti," e Tacito definisce i preparativi militari di Caligola "terrificanti." Alcuni ricercatori ritengono che nello stesso periodo siano state reclutate due nuove legioni, cioè la XV e la XXII Primigenia e, presumibilmente, inviate nelle basi militari ("castrae") di Vetera e Mogontiacum. Svetonio, per la sua parte, afferma che l'imperatore "condusse il suo esercito lungo il Reno, ammassandovi numerose legioni, insieme ai relativi reparti ausiliarie un ingente quantitativo di vettovagliamenti."
L'esperto condottiero Servio Sulpicio Galba venne nominato comandante in capo della Germania Superiore, con il compito di ristabilire l'ordine tra le truppe prima dell'arrivo dell'imperatore. Sotto Gneo Cornelio Lentulo Getulico le truppe divennero molto rilassate, poiché, per guadagnare popolarità tra i soldati, il legato non le gravava di lavoro. Galba apparentemente assunse il comando dopo l'esecuzione di Getulico il 27 ottobre e, poiché era troppo tardi per iniziare una campagna quell'anno, si mise a rafforzare la disciplina proibendo le licenze e occupò gli uomini con un intenso addestramento al combattimento. Ai soldati era addirittura proibito applaudire durante le feste. Declassò i centurioni anziani che non erano in grado di mantenere l'ordine e licenziò i legionari negligenti con soli 6 000 sesterzi, cioè la metà della buonuscita richiesta. Le truppe apprezzarono subito il nuovo ordine e i legionari cominciarono a cantare le parole "disce miles militare, Galba est non Gaetulicus" (Impara a combattere, soldato, Galba non è Gaetulicus!). Aulo Gabinio Secondo fu nominato legato della Germania Inferiore al posto di Lucio Apronio, che era stato sconfitto dai Frisoni.
Per quanto riguarda la spedizione britannica, Caligola collocò la XVI Gallica a Novaesium, e poi prese le migliori unità del Reno, cioè la II Augusta, la XIIII Gemina e la XX Valeria Victrix.

### Forze in campo
Per le campagne germano-britanniche, l'imperatore Caligola schierò diverse legioni, aiutate da ausiliari, esse erano:
- tra le legioni reclutate da Caligola: la XV e la XXII Primigenia;[19][20]
- tra le legioni che erano stazionate sul Reno: la II Augusta, la XIIII Gemina e la XX Valeria Victrix.[25]

per le campagne militare intraprese dal 39 al 40 d.C., l'imperatore poteva contare su circa 20/25 000 uomini, e non 250 000 come affermava Cassio Dione.

## Caligola in Germania

### Partenza, 39 d.C.
La cronologia della partecipazione personale di Caligola alla campagna non è del tutto chiara. Secondo Svetonio, l'imperatore lasciò Roma per Mevania, una città in Umbria, per vedere la sorgente e il bosco del Clitunno , e poi, portando con sé le sorelle Giulia Agrippina e Giulia Livilla, si diresse verso nord. Non poté partire prima dell'inizio di settembre, quando congedò i consoli che non avevano mostrato sufficiente zelo nel celebrare il suo compleanno il 31 agosto, ma avevano celebrato con grande sfarzo il successivo anniversario della battaglia di Azio il 2 settembre. Non si sa se riuscì ad attraversare le Alpi prima dell'esecuzione di Getulico. L'imperatore scelse Lugdunum come suo quartier generale, dove rimase per diversi mesi finché Galba non ripristinò l'ordine necessario al confine.
A Lugdunum tenne gare di retorica, e i perdenti dovevano cancellare le loro note con la lingua, altrimenti sarebbero stati frustati e bagnati nel Rodano. Lì l'imperatore organizzò una nuova vendita dei tesori di famiglia, tra cui i beni delle sue sorelle, che accusò di essere coinvolte nella cospirazione di Getulico e mandò in esilio. Eseguì anche esecuzioni di ricchi Galli e confische dei loro beni, a proposito dei quali Cassio Dione riporta diversi aneddoti che dimostrano la tirannia e l'illegalità imperiale. Così, quando il principe finì i soldi durante una partita a dadi, chiese le liste delle tasse dei Galli e ordinò l'esecuzione dei più ricchi, dopo di che tornò dai suoi compagni e disse: "Voi giocate per pochi denari, ma io sono diventato ricco all'istante di centocinquanta milioni." Riferì al Senato della sua liberazione dalla pericolosissima congiura e gli tributarono "un'ovazione piuttosto modesta" per la vittoria su Getulico, inviando una delegazione in Gallia, di cui faceva parte anche Claudio, il futuro imperatore.

### Cronologia, 40 d.C.
Nel gennaio del 40, Caligola divenne console per la quarta volta, la seconda senza un collega, che morì prima di assumere l'incarico. Il dodicesimo giorno l'imperatore depose i suoi poteri e si recò dalle sue truppe, facendo prima tappa a Mogonziaco, dove le truppe di Galba gli fecero un'impressione molto favorevole e ricevettero i più grandi elogi e premi di tutti gli eserciti. In occasione dell'arrivo del principe, si tenne un'esercitazione dimostrativa, durante la quale Galba, dando l'esempio personale, si allenò con lo scudo, dopo di che corse per venti miglia dietro il carro dell'imperatore.
Per quanto riguarda la partecipazione di Caligola alle operazioni militari, Svetonio, secondo Anthony Barrett, dipinge un quadro molto distorto, presentando le sue vittorie sui Germani come produzioni infruttuose:
"[...] poiché non c'era nessuno con cui combattere, ordinò ad alcuni tedeschi della sua guardia di attraversare il Reno, nascondersi lì e, dopo colazione, fare un rumore disperato per annunciare l'avvicinarsi del nemico. Tutto era fatto. Allora lui, con i suoi compagni più intimi e un distaccamento di cavalieri pretoriani, si precipita nella foresta vicina, taglia i rami dagli alberi e, dopo aver decorato i tronchi come trofei, ritorna alla luce delle torce. Rimproverò coloro che non lo seguirono per la loro codardia e pusillanimità e premiò i suoi compagni e partecipanti alla vittoria con corone di un nuovo nome e tipo. Erano adornate con il sole, le stelle e la luna, e venivano chiamate "corone di ricognizione." Un'altra volta ordinò che alcuni ragazzi fossero presi in ostaggio dalla scuola e mandati avanti di nascosto, e lui stesso, lasciando all'improvviso il banchetto, si lanciò all'inseguimento con la cavalleria, li afferrò come fuggitivi e li riportò indietro incatenati e, in questa commedia, come sempre, non conobbe limiti."
— Svetonio, Vite dei Cesari, Caligola, 45.
Volendo mostrare la codardia di Caligola, Svetonio aggiunge:
"Davanti ai barbari fu generoso di minacce; Ma una volta, mentre attraversava il Reno su un carro attraverso una stretta gola, circondato da fitte file di soldati, a qualcuno disse che se il nemico fosse apparso da qualche parte, ci sarebbe stato un notevole massacro, egli saltò subito sul suo cavallo e tornò a capofitto verso i ponti; e poiché erano ingombri di bagagli e servi, e lui non voleva aspettare, lo traghettarono sull'altra riva passandolo di mano in mano, passandolo sopra le teste della gente. E allora, quando si sparse la voce della rivolta dei Germani, si affrettò a preparare una fuga e una flotta per la fuga, sperando di trovare l'unico rifugio nelle province d'oltremare se i vincitori avessero conquistato le Alpi, come i Cimbri, o anche Roma, come i Senoni."
— Svetonio, Vite dei Cesari, Caligola, 51.
Secondo Cassio Dione, fu proclamato imperatore tre volte "sebbene non vinse una sola battaglia né sconfisse alcun nemico. Una volta, tuttavia, catturò con l'inganno un piccolo numero di nemici, li legò e spese molte delle sue forze uccidendoli uno a uno, mentre annientò tutti gli altri in una volta. Una volta, vedendo una folla di prigionieri o di altre persone, diede ordine di ucciderli tutti."
In realtà, i combattimenti e le vittorie dei Romani furono reali. Nell'inverno del 40 d.C. i Catti attraversarono il Reno per attaccare la Germania romana e la Gallia, ma furono respinti da Galba. Dopo l'arrivo dell'imperatore, probabilmente a marzo, i Romani lanciarono un'offensiva oltre il Reno. Secondo Cassio Dione, l'imperatore non causò alcun danno ai Germani, poiché, avanzatosi ad est del Reno, tornò presto indietro e intraprese una campagna in Britannia, sorprendendo tutti i suoi soldati. Eutropio specifica che Caligola invase le terre degli Svevi. Ciononostante, Caligola condusse autonomamente diverse spedizioni oltre il Reno, ottenendo la desiderata gloria militare.

## Caligola in Britannia

### La breve spedizione, 40 d.C.
Le fonti riportano le stesse informazioni vaghe e aneddotiche sulla campagna britannica come su quella tedesca. All'inizio di aprile del 40, sulla costa della Manica britannica, nella zona di Gesoriacum, ebbe inizio la costruzione di un porto e di una nuova flotta, la Classis Britannica, e apparentemente anche di una nuova strada. Inoltre, l'imperatore costruì un enorme faro.

### Estrazioni di "conchiglie"
L'imperatore decise quindi di muovere le truppe verso l'Oceano, portando con sé numerose macchine da guerra. Ordinò ai suoi uomini di togliersi l'elmo e raccogliere le conchiglie sulla spiaggia, quasi fosse il bottino di una battaglia vinta contro il mare. Per questo, promise di dare ai soldati cento denari a testa e, come se si trattasse di una somma considerevole, disse: "Andate ora, felici, andate ora, ricchi!" Egli stesso si imbarcò su una trireme, ma, allontanatosi di poco dalla riva, tornò indietro e ordinò che le triremi fossero inviate via terra a Roma per essere esibite in trionfo.
Gli storici moderni hanno avanzato alcune teorie per spiegare questo genere di azioni: il viaggio verso la Manica viene interpretato come un'esercitazione, una missione di esplorazione oppure per accettare la resa del capo britannico Adminio. Le "conchiglie" (in latino conchae) di cui racconta Svetonio potrebbero rappresentare invece una metafora dei genitali femminili, in quanto alle truppe fu probabilmente concesso di frequentare i bordelli della zona; oppure di imbarcazioni britanne, che i soldati potrebbero aver catturato durante la breve spedizione. Allo stesso tempo, altri ricercatori concordano sul fatto che Caligola non avrebbe potuto pianificare alcun sbarco in Gran Bretagna in quel momento.

### Subordinazione di Adminio
Secondo Svetonio, l'unico successo di Caligola in questa campagna fu la sottomissione del sovrano britannico Adminio, figlio di Cunobelino, che era stato espulso dal paese da suo padre ed era fuggito presso i Romani con un piccolo distaccamento. Anthony Barrett ritiene che Adminio non fosse un esule, ma che fuggì dall'isola o si nascose nell'attuale Sussex nelle terre dell'ex regno degli Atrebati perché i sentimenti anti-romani iniziarono a prevalere nei domini di suo padre. Svetonio non collega il nome di Adminio con le azioni di Caligola sulle rive della Manica, e Cassio Dione non menziona affatto il principe, ma Paolo Orosio riferisce che l'imperatore, conquistata la Gallia e la Germania, si fermò sulle rive dello stretto e dopo che il figlio di Cunobelino si fu sottomesso a lui "che, essendo stato espulso dal padre, vagava con pochi seguaci," tornò a Roma "avendo perso la base per la guerra."
La sottomissione di Adminio fu un grande successo per Caligola, poiché gli permise di proclamare il successo della campagna, nonostante lo sbarco non fosse mai avvenuto. Secondo Barrett, l'imperatore cercò di organizzare la cerimonia di resa della sovrana dei Britanni con la massima pompa possibile e per questo andò in mare per riceverla su delle triremi, che poi inviò nella capitale per essere mostrate in una processione trionfale. Il pagamento ai soldati di cento denari a testa, che Svetonio considera insultantemente esiguo, era più che sufficiente, poiché si trattava della partecipazione ad una cerimonia formale, e non di una vittoria militare, e, inoltre, il comando non poteva pagare affatto le truppe che si rifiutavano di partecipare allo sbarco.
Caligola inviò a Roma un messaggio ufficiale di vittoria, cinto di alloro "come se tutta l'isola si fosse sottomessa a lui" ("quasi universa tradita insula") e che sarebbe stato annunciato dai consoli in una riunione del Senato nel tempio di Marte Vendicatore, dove si decideva di celebrare i trionfi fin dai tempi di Augusto. Alla fine l'imperatore, che inizialmente aveva pensato di organizzare un corteo trionfale di sfarzo senza precedenti, si accontentò di una semplice ovazione per la vittoria sui cospiratori durante la campagna di Germania. Barrett, seguendo Svetonio, ritiene che questa sia stata una sua decisione e crede che l'imperatore avrebbe tenuto una festa completa dopo lo sbarco in Britannia, cosa che non rifiutò di fare, ma rimandò al futuro. Cassio Dione, tuttavia, riferisce che Caligola adottò i soprannomi trionfali di "Germanico" e "Britannico," ma gli studiosi dubitano di quest’ultimo ed è possibile che si trattasse di un soprannome non ufficiale datogli dalle truppe.

## Conclusione e risultati
Caligola, tuttavia, reclamò la vittoria e fece istituire un nuovo premio dal Senato, la Corona exploratoria. A Roma, l'imperatore definì le sue azioni come grandi vittorie e "data la portata limitata dell’intera campagna, possono ben essere considerate tali." In una riunione del Senato, Vespasiano propose di celebrare le vittorie del principe organizzando dei giochi, e la vittoria stessa fu apparentemente celebrata in tutto l'impero, come testimonia un rilievo trovato in Lidia.
Al ritorno dalla campagna, Caligola intendeva celebrare un trionfo di straordinario splendore, per il quale raccolse enormi fondi, ma al suo ingresso a Roma, il 31 agosto del 40, si limitò ad un'ovazione. Tuttavia, fu il primo degli imperatori ad adottare un soprannome trionfale, definendosi "Germanico." Riguardo ai preparativi per il fallito trionfo, Svetonio scrive che, a causa della mancanza di veri prigionieri e disertori tedeschi, Caligola ordinò che fossero reclutati i Galli più alti e che i capi germani nella processione fossero ritratti da principi galli, ai quali fu ordinato di farsi crescere i capelli e tingerli di rosso, nonché di imparare la lingua tedesca e di cambiare i loro nomi. Persio, che aveva 7 o 8 anni al tempo del trionfo, riportò in seguito lo stesso pettegolezzo nella sua sesta satira:
"Oppure non sai, amico mio, che Cesare ci ha mandato un messaggio coperto d'alloro per annunciare che i Germani erano stati sconfitti, che le fredde ceneri venivano spazzate via dagli altari, e che Cesonia aveva indetto uno scambio per la consegna a tutte le porte di armi, mantelli regali, capelli rossi (per i prigionieri), carri e grandi carri?"
— Persio, Satire, VI, 43-47.

## Fonti

### Citazioni
1. 1 2 3 4  Svetonio, Vite dei Cesari, Caligola, 43. Online da Progetto Ovidio su progettovidio.it. Archiviato il 2 gennaio 2011 in Internet Archive.
2. ↑  Cassio Dione, Storia romana, LIX, 21.1-2.
3. ↑  Tacito, Storie, IV, 15.3. Online da Progetto Ovidio su progettovidio.it. Tradotto da Davanzati (1822, pp. 361–362).
4. 1 2  Tacito, Germania, 37.5. Online da Progetto Ovidio su progettovidio.it. Archiviato il 5 ottobre 2023 in Internet Archive.
5. ↑  Tacito, Annali, IV, 72-74.
6. ↑  Tacito, Annali, IV, 74.1. Online da Progetto Ovidio su progettovidio.it. Archiviato l'8 novembre 2024 in Internet Archive.
7. ↑  Barrett (1993, p. 236).
8. ↑  Cassio Dione, Storia romana, LIX, 22.5.
9. ↑  Tacito, Annali, VI, 30. Online da Progetto Ovidio su progettovidio.it. Archiviato il 18 giugno 2024 in Internet Archive.
10. 1 2 3  Barrett (1993, p. 232).
11. ↑  Barrett (1993, p. 231).
12. ↑  Strabone, Geografia, II, 4.8.
13. 1 2  Strabone, Geografia, IV, 5.3.
14. ↑  Barrett (1993, p. 233).
15. 1 2  Barrett (1993, p. 234).
16. ↑  Barrett (1993, p. 235).
17. ↑  Cassio Dione, Storia romana, LIX. 21.1.
18. ↑  Barrett (1993, pp. 229–230).
19. 1 2 3  Barrett (1993, pp. 230–231).
20. 1 2  Keppie (1998, p. 213).
21. ↑  Barrett (1993, pp. 236–237).
22. ↑  Barrett (1993, p. 237).
23. 1 2 3  Svetonio, Vite dei Cesari, Galba, 6.2-3. Online da Progetto Ovidio su progettovidio.it.
24. ↑  Svetonio, Vite dei Cesari, Caligola, 44. Online da Progetto Ovidio su progettovidio.it. Archiviato il 2 gennaio 2011 in Internet Archive.
25. 1 2  Barrett (1993, pp. 234–236).
26. ↑  Keppie (1998, pp. 215–216).
27. ↑  Barrett (1993, p. 239).
28. ↑  Svetonio, Vite dei Cesari, Caligola, 20. Online da Progetto Ovidio su progettovidio.it. Archiviato il 2 gennaio 2011 in Internet Archive.
29. ↑  Cassio Dione, Storia romana, LIX, 22.4.
30. ↑  Svetonio, Vite dei Cesari, Caligola, 41.2. Online da Progetto Ovidio su progettovidio.it. Archiviato il 2 gennaio 2011 in Internet Archive.
31. 1 2  Cassio Dione, Storia romana, LIX, 23.2-3.
32. ↑  Barrett (1993, pp. 241–242).
33. 1 2 3 4  Barrett (1993, p. 243).
34. ↑  Scarre (1995, p. 36).
35. ↑  Cassio Dione, Storia romana, LIX, 22.2-3.
36. ↑  Svetonio, Vite dei Cesari, Galba, 6. Online da Progetto Ovidio su progettovidio.it.
37. ↑  Cassio Dione, Storia romana, LIX, 21.3.
38. ↑  Barrett (1993, pp. 235, 238).
39. ↑  Eutropio, Sommario, VII, 12. Online da Splash Latino su latin.it.
40. ↑  Barrett (1993, p. 242).
41. 1 2 3  Svetonio, Vite dei Cesari, Caligola, 46. Online da Progetto Ovidio su progettovidio.it. Archiviato il 2 gennaio 2011 in Internet Archive.
42. ↑  Aurelio Vittore, Epitome, III, 11.
43. 1 2  Svetonio, Vite dei Cesari, Caligola, 45. Online da Progetto Ovidio su progettovidio.it. Archiviato il 2 gennaio 2011 in Internet Archive.
44. ↑  Cassio Dione, Storia romana, LIX. 25.2.
45. 1 2  Svetonio, Vite dei Cesari, Caligola, 47. Online da Progetto Ovidio su progettovidio.it. Archiviato il 2 gennaio 2011 in Internet Archive.
46. ↑  Barrett (1993, p. 245).
47. ↑  Bicknell (1968, pp. 469–505).
48. ↑  Davies (1966, pp. 124–128); Ghini (2013, p. 158); Malloch (2001, p. 551-556).
49. ↑  Wardle (1994, p. 313); Woods (2000, p. 80-87).
50. ↑  Barrett (1993, pp. 244–246).
51. ↑  Nony (1988, XVI, 296).
52. 1 2  Svetonio, Vite dei Cesari, Caligola, 44.2. Online da Progetto Ovidio su progettovidio.it. Archiviato il 2 gennaio 2011 in Internet Archive.
53. ↑  Barrett (1993, p. 246).
54. 1 2 3  Barrett (1993, pp. 246–247).
55. 1 2  Orosio, Storie contro i pagani, VII, 5.5.
56. 1 2  Barrett (1993, p. 248).
57. ↑  Svetonio, Vite dei Cesari, Caligola, 48.2. Online da Progetto Ovidio su progettovidio.it. Archiviato il 2 gennaio 2011 in Internet Archive.
58. 1 2  Cassio Dione, Storia romana, LIX, 25.5a.
59. ↑  Barrett (1993, pp. 248–249).
60. ↑  Svetonio, Vite dei Cesari, Caligola, 49.2. Online da Progetto Ovidio su progettovidio.it. Archiviato il 2 gennaio 2011 in Internet Archive.

### Traduzioni
- Svetonio, Storie , a cura di Bernardo Davanzati, 1822  [II secolo]. Ospitato su Wikisource.